# Lisa Langseth
Lisa Zontarsitore Langseth, född 20 april 1975 i Stockholm, är en svensk dramatiker, teater- och filmregissör. Under den tidiga karriären arbetade hon i första hand med teater. 2010 kom Langseths första långfilm, Till det som är vackert, som gav Langseth en guldbagge för bästa filmmanus. För Netflix producerades 2020–2022 hennes TV-serie Kärlek & anarki.

## Biografi

### Tidiga år
Langseth beskriver sig ha varit ganska introvert som barn. Hon växte upp i Hjorthagen i Stockholm, med systern och deras föräldrar. I hemmet var man politiskt vänster, vilket hon säger har påverkat hennes eget tänkande.
I mitten av 1990-talet studerade Langseth skådespeleri vid Kulturama i Stockholm. Efter ett års studier insåg hon att hennes håg inte stod till skådespelarkonsten, eftersom hon ständigt ville skriva om sina egna repliker. Därefter utbildade hon sig istället, från 1999, sig i dramatik och dramaturgi vid Dramatiska Institutet. Examen tog hon 2002.

### 00-talet
Under 00-talet var Langseth i första hand verksam på teaterscenen. 2003 sattes Frigiven upp på Göteborgs stadsteater. Pjäsen, författad av Langseth tillsammans med Agneta Pleijel och Lucas Svensson (med Carolina Frände som regissör), var baserad på Göteborgskravallerna två år tidigare.
Året efter kom ungdomspjäsen Märk mig (på Unga riks), om rätt och orätt och rädslan för att vara fel, och samma år Slättskymning på Uppsala Stadsteater. Hösten 2004 hade hennes pjäs Den älskade premiär på Dramatens scen Elverket i Stockholm, med Noomi Rapace i huvudrollen i en ny variant av sagan om Pygmalion.
2006 skrev och regisserade Langseth för Riksteatern Pleasure, en pjäs med koppling till sexköp. Verket var baserat på ett uppdrag från Riksteatern och Anna Lindhs Minnesfond, där trafficking skulle vara ämnet. Ämnet gestaltas genom fyra sexköpande män i olika slags identitetskris som från scenen berättar som sina perspektiv. Inför manusarbetete läste Langseth djupintervjuer och porrsurfade för att bättre förstå dynamiken och bakgrunden till vad sexköp handlar om. Pjäsen sattes året efter även upp som TV-teater för SVT.
2006 spelades hennes pjäs Klimax på Dramaten. Den är ett framtidsdrama där förortsungdomar hjärntvättas med högkultur i syfte att skapa fredligare samhällsmedborgare. Pjäsen hämtade inspiration från en debattartikel av Fredrik Reinfeldt.
Pjäsen Godkänd, även den i Langseths manus och regi, spelades på Stockholms stadsteater 2002. Langseth gjorde 2006 en novellfilm med samma namn och fick för den hedersomnämnande för Bästa manus vid Göteborgs filmfestival 2006.

### 2010-talet

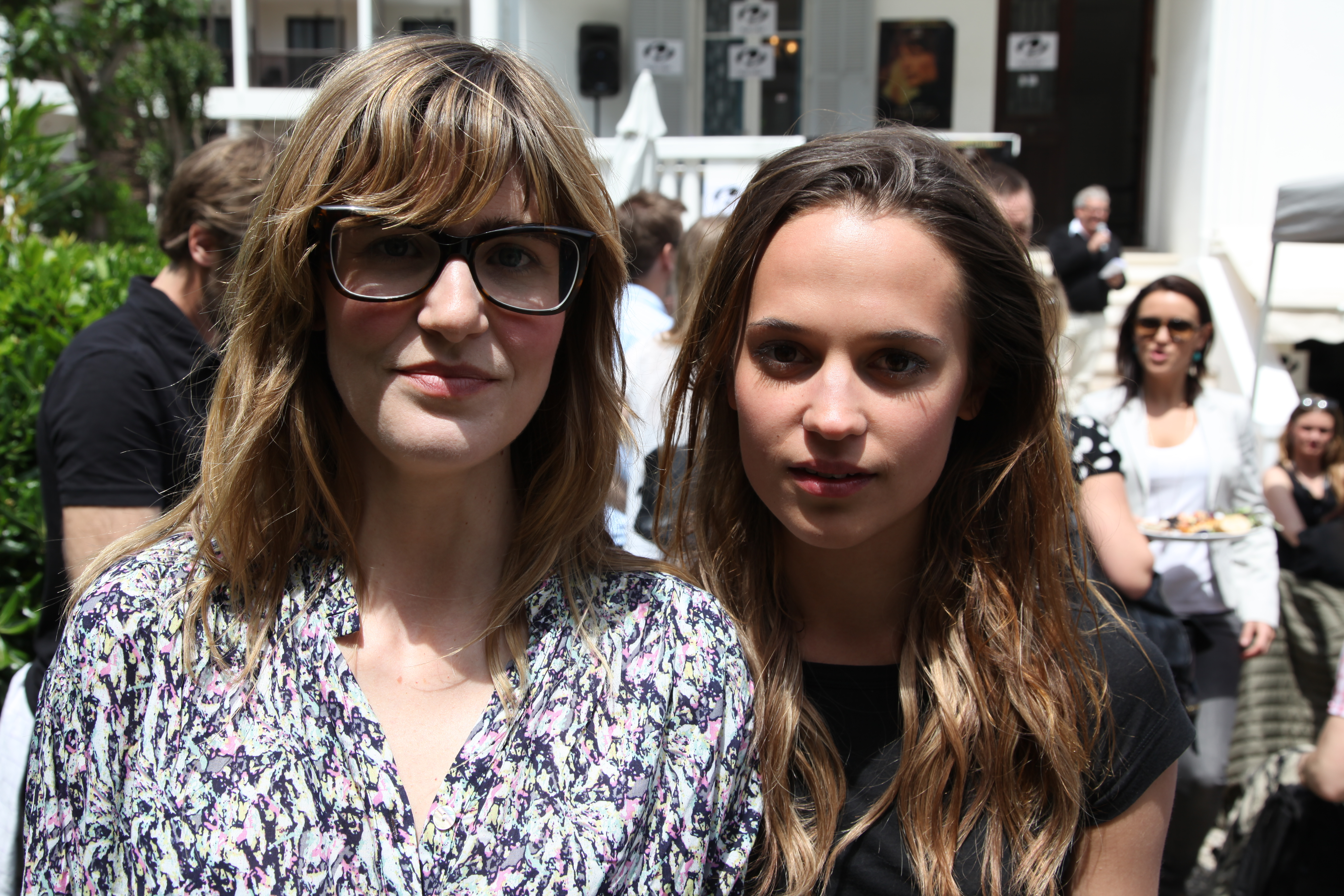
Lisa Langseth och Alicia Vikander vid Filmfestivalen i Cannes 2012.

Under 2010-talet har Langseth alltmer övergått till filmproduktion, alltid efter eget manus. Hösten 2010 debuterade Langseth som långfilmsregissör med filmen Till det som är vackert, baserad på hennes egen pjäs Den älskade. Filmen handlar om nedärvda maktförhållanden i den högkulturella världen och hade en ung Alicia Vikander i en ledande roll. För filmen, som fick flera guldbaggenomineringar, vann Langseth en guldbagge för Bästa manus och nominerades även för Bästa regi.
Även för sin andra film, Hotell (2013), guldbaggenominerades Langseth för bästa manus. Anna Bjelkerud tilldelades en Guldbagge i kategorin Bästa kvinnliga biroll för sin insats i filmen, som kretsar kring en terapigrupp som hyr rum på hotell.
År 2016 offentliggjordes att Langseths nästa film, Euphoria, skulle vara engelskspråkig och ha bland andra Alicia Vikander (som även arbetat med Langseth i hennes två första långfilmer) och Eva Green i rollerna. Filmen hade världspremiär 2017, vid Toronto International Film Festival, och fick svensk biopremiär under 2018.
2017 var Lisa Langseth sommarpratare i Sveriges Radio P1. I programmet pratade hon bland annat om att spela in på engelska, sitt samarbete med de två skådespelerskorna och PJ Harvey.

### Senare år
Hösten 2020 hade hennes första TV-serie, Kärlek & anarki, premiär på Netflix. Projektet inleddes som en långfilm som växte till en hel TV-serie, ett enligt skaparen "generöst drama" i ett framtida Stockholm med moderna relationer och sexuella uttryck samt satir över förlagsbranschen. Serien producerades i två säsonger och var ett tag en av de mest sedda svenskproducerade serierna. Filmningarna inleddes 2019, och under nedstängningen på grund av covid-19-pandemin stoppades produktionen våren 2020 under sex veckors tid.
Under 2024 filmades långfilmen The Dance Club, en svensk-norsk samproduktion med bland andra Nils Wetterholm, Alva Bratt och Pernilla August i rollerna. Filmen, en dramakomedi kring ett haltande svenskt vårdsystem, väntas ha premiär under hösten 2025.

### Stil och attityd
Lisa Langseth har ofta skapat sina verk med utgångspunkt från begreppet frihet, ur både ett politiskt och ett mer "själsligt" perspektiv. Det handlar om vems frihet, vad vi gör med friheten och hur det påverkar våra egna och andras liv. Under sin karriär har hon skrivit historier om sexbranschen, privatiseringar, makt, maktlöshet och överkonsumtion (som av sociala medier). Hon ser kapitalismen som en grund för en frihet som kan annars kunnat se annorlunda ut.
Langseth har även ägnat sig mycket åt moralfrågor. Det handlar om vad man får eller inte får göra. I den tidiga teaterkarriären var klasskamp, könskamp och politiska ideologier flitigit återkommande teman.

## Privatliv
Langseth är gift med översättaren Patrik Hammarsten som hon har två döttrar med.

## Verk
Deltagandet gäller manus och regi, om ej annat nämns.

### Teater (urval)
- 2003 – Frigiven (premiär: Göteborgs stadsteaters Studion) – manus med Agneta Pleijel och Lucas Svensson (regi: Carolina Frände)[4]
- 2004 – Märk mig (Unga riks) – Richard Turpin[6]
  - 2005 – Remarca-me (Teratrul ACT, Bukarest[30]) (rumänska)
- 2004 – Slättskymning (Uppsala Stadsteater) – regi av Sara Cronberg[31]
- 2004 – Den älskade[8] (Dramatens scen Elverket[5])
- 2006 – Pleasure (Riksteatern; 2007 på SVT)
- 2006 – Klimax (Dramaten scen Elverket[10]) – regi av Öllegård Goulos

### Filmografi[2]
- 2006 – Godkänd (kortfilm)
- 2010 – Till det som är vackert
- 2013 – Hotell
- 2018 – Euphoria
- 2020–2022 – Kärlek & anarki (TV-serie)
- 2025 – The Dance Club